# Pro Basketball League 2019-2020
La Pro Basketball League 2019-2020, nota anche come EuroMillions Basketball League 2019-2020, è stata la 93ª edizione del massimo campionato belga di pallacanestro maschile. Il 14 marzo 2020 la competizione è terminata in seguito alla pandemia causata dalla diffusione del virus COVID-19 e il titolo è stato assegnato all'Ostenda, al momento della sospensione in testa alla classifica.

## Regular season
|  |     | Squadra                    | P.ti | G  | V  | P  | PF   | PS   | Diff. |
|  | --- | -------------------------- | ---- | -- | -- | -- | ---- | ---- | ----- |
|  | 1.  | FILOU Oostende             | 30   | 17 | 13 | 4  | 1456 | 1216 | +240  |
|  | 2.  | Belfius Mons-Hainaut       | 29   | 17 | 12 | 5  | 1265 | 1222 | +43   |
|  | 3.  | Telenet Giants Antwerp     | 28   | 17 | 11 | 6  | 1410 | 1271 | +139  |
|  | 4.  | Hubo Limburg United        | 27   | 17 | 10 | 7  | 1391 | 1321 | +70   |
|  | 5.  | Proximus Spirou Charleroi  | 26   | 17 | 9  | 8  | 1382 | 1380 | +2    |
|  | 6.  | Crelan Okapi Aalstar       | 26   | 18 | 8  | 10 | 1422 | 1374 | +48   |
|  | 7.  | Stella Artois Leuven Bears | 25   | 17 | 8  | 9  | 1334 | 1363 | -29   |
|  | 8.  | Kangoeroes Mechelen        | 25   | 17 | 8  | 9  | 1303 | 1332 | -29   |
|  | 9.  | Basic-Fit Brussels         | 23   | 17 | 6  | 11 | 1299 | 1278 | +21   |
|  | 10. | VOO Liège                  | 19   | 18 | 1  | 17 | 1135 | 1640 | -505  |

| Pro Basketball League 2019-2020 |
| ------------------------------- |
| Ostenda 21º titolo              |

## Formazione vincitrice
|    | Naz.                   | Ruolo | Sportivo                     | Anno | Alt. | Peso | Note |
| -- | ---------------------- | ----- | ---------------------------- | ---- | ---- | ---- | ---- |
| 4  | Belgio (bandiera)      | G     | Simon Buysse                 | 1997 | 194  | 84   |      |
| 6  | Paesi Bassi (bandiera) | P     | Keye van der Vuurst de Vries | 2001 | 188  | 85   |      |
| 7  | Belgio (bandiera)      | G     | Loïc Schwartz                | 1992 | 196  | 80   |      |
| 8  | Belgio (bandiera)      | GA    | Olivier Troisfontaines       | 1989 | 196  | 86   |      |
| 9  | Belgio (bandiera)      | A     | Jean-Marc Mwema              | 1989 | 196  | 104  |      |
| 13 | Belgio (bandiera)      | C     | Yannick Desiron              | 1992 | 208  | 111  |      |
| 14 | Belgio (bandiera)      | AG    | Servaas Buysschaert          | 1999 | 204  | 100  |      |
| 20 | Serbia (bandiera)      | PG    | Dušan Đorđević               | 1983 | 195  | 96   |      |
| 21 | Giamaica (bandiera)    | C     | Shevon Thompson              | 1993 | 213  | 102  |      |
| 22 | Canada (bandiera)      | AG    | MiKyle McIntosh              | 1994 | 201  | 109  |      |
| 23 | Stati Uniti (bandiera) | P     | Troy Caupain                 | 1995 | 193  | 95   |      |
| 43 | Senegal (bandiera)     | C     | Amar Sylla                   | 2001 | 205  | 86   |      |
| 49 | Lituania (bandiera)    | C     | Mindaugas Kupšas             | 1991 | 216  | 116  |      |
|    | Belgio (bandiera)      | ALL   | Dario Gjergja                |      |      |      |      |